# اضطهاد الفالون غونغ
اضطهاد الفالون غونغ هو حملة معادية للدين بدأت في عام 1999 من قِبل الحزب الشيوعي الصيني للقضاء على الممارسات الروحية لحركة الفالون غونغ الدينية في الصين، ولصون مبدأ إلحاد الدولة. اتسمت عمليات الاضطهاد بحملة دعائية متعددة الأوجه وخطة للتحويل الأيديولوجي القسري وإعادة التأهيل، وأُفيد بتنفيذ مجموعة متنوعة من الإجراءات القسرية الخارجة عن القانون كالاعتقالات التعسفية والعمل القسري والتعذيب الجسدي، الذي أدى في بعض الأحيان إلى الوفاة.
الفالون غونغ هو نظام حديث من التشي كونغ يجمع بين التدريبات بطيئة الحركة والتأمل مع اتباع فلسفة أخلاقية. أسسها لي هونغ تشي، وقدمها للعامة في مايو 1992 في مدينة تشانغتشون، مقاطعة جيلين. بعد فترة من النمو السريع في تسعينيات القرن العشرين، أطلق الحزب الشيوعي حملة «للقضاء» على الفالون غونغ في 20 يوليو 1999.
أُنشئت هيئة غير دستورية تدعى مكتب 610 لقيادة عمليات اضطهاد الفالون غونغ. حشدت السلطات جهاز الإعلام الحكومي والقضاء والشرطة والجيش ونظام التعليم وأماكن العمل ضد جماعة الفالون غونغ. كانت الحملة مدفوعة ببروباغندا واسعة النطاق عبر التلفزيون والصحف والراديو والإنترنت. توجد تقارير عن تعذيب منهجي وسَجن غير قانوني وعمل قسري وحصاد أعضاء وإجراءات طب نفسي مسيئة، بهدف واضح وهو إجبار الممارسين على الارتداد عن معتقداتهم في الفالون غونغ.
يقدر المراقبون الأجانب أن مئات الآلاف وربما الملايين من ممارسي الفالون غونغ قد احتُجزوا في معسكرات «إعادة التأهيل بواسطة العمل» والسجون وغيرها من مرافق الاحتجاز لرفضهم التخلي عن هذه الممارسة الروحية. أفاد سجناء سابقون أن ممارسي الفالون غونغ قد تلقوا دائمًا «أطول الأحكام وأسوأ معاملة» في معسكرات العمل، وفي بعض المرافق شكل ممارسو الفالون غونغ الغالبية العظمى من المعتقلين. اعتبارًا من عام 2009، ورد أن ما لا يقل عن 2,000 ممارس للفالون غونغ قد تعرض للتعذيب حتى الموت في حملة الاضطهاد. وصف بعض المراقبين الدوليين والسلطات القضائية الحملة ضد الفالون غونغ على أنها إبادة جماعية. في عام 2009، اتهمت المحاكم في إسبانيا والأرجنتين كبار المسؤولين الصينيين بارتكاب جرائم إبادة جماعية وجرائم ضد الإنسانية لدورهم في تنظيم عمليات قمع الفالون غونغ.
في عام 2006، ظهرت مزاعم تفيد بأن العديد من ممارسي الفالون غونغ قد قُتلوا لإمداد مجال زراعة الأعضاء في الصين. وجد تحقيق أولي أنه «من غير الممكن استيضاح مصدر 41,500 عملية زرع أُجريت على مدى ست سنوات من 2000 إلى 2005» وخلص إلى أنه «كانت هناك ولا تزال حتى اليوم عمليات مصادرة أعضاء واسعة النطاق على ممارسي الفالون غونغ بالإكراه». يقدر إيثان غوتمان أن 65,000 من ممارسي الفالون غونغ قد قُتلوا من أجل الحصول على أعضائهم من عام 2000 إلى عام 2008. بعد إجراء مزيد من التحليلات، رفع الباحثون تقديرات عدد ممارسي الفالون غونغ المستهدفين بعمليات حصاد الأعضاء. في عام 2008، كرر مُقررو الأمم المتحدة الخاصون طلباتهم «للحكومة الصينية بأن تشرح بشكل كامل ادعاء أخذ أعضاء حيوية من ممارسي الفالون غونغ ومصدر الأعضاء وراء الزيادة المفاجئة في عمليات زرع الأعضاء التي تجري في الصين منذ عام 2000».

## عمليات اضطهاد على مستوى الدولة
في ليلة 25 أبريل 1999، وجه الأمين العام للحزب الشيوعي آنذاك جيانغ زيمين رسالة تشير إلى رغبته في رؤية حركة الفالون غونغ مهزومة. أعربت الرسالة عن جزعٍ إزاء شعبية الفالون غونغ، وخاصة بين أعضاء الحزب الشيوعي. وبحسب ما ورد فقد وُصف احتجاج تشونانهاي بأنه «أخطر حدث سياسي منذ الاضطرابات السياسية في 4 يونيو 1989».
في اجتماع اللجنة الدائمة للمكتب السياسي المركزي للحزب الشيوعي في 7 يونيو 1999، وصف جيانغ الفالون غونغ بأنها تهديد خطير على سلطة الحزب الشيوعي – «شيء غير مسبوق في البلاد منذ تأسيسها قبل 50 عامًا» – وأمر بتشكيل لجنة رفيعة المستوى «تكون على استعداد تام لأعمال تقويض [الفالون غونغ]». بدأت الشائعات عن حملة القمع الوشيكة في الانتشار في جميع أنحاء الصين، مما أدى إلى انتشار المظاهرات والدعاوى. أنكرت الحكومة علنًا هذه التقارير، وقالت أن «لا أساس لهم من الصحة إطلاقًا» وقدمت تأكيدات على أنها لم تحظر أبدًا أنشطة التشي كونغ.
بعد منتصف ليل 20 يوليو 1999 بقليل، ألقى ضابط الأمن العام القبض على مئاتٍ من أتباع الفالون غونغ من منازلهم في مختلف مدن الصين. تتفاوت تقديرات عدد الاعتقالات من عدة مئات إلى أكثر من 5,600. ذكرت صحيفة تصدر في هونغ كونغ أن 50 ألف شخص قد اعتُقلوا في الأسبوع الأول من الحملة. قُبض على أربعة من منسقي الفالون غونغ في بكين وحوكموا محاكمة سريعة بتهمة «تسريب أسرار الدولة». أمر مكتب الأمين العام الكنائس والمعابد والمساجد والصحف ووسائل الإعلام والمحاكم والشرطة بقمع الفالون غونغ. تلا ذلك ثلاثة أيام من المظاهرات الحاشدة التي قام بها أتباع الفالون غونغ في نحو ثلاثين مدينة. في بكين ومدن أخرى، احتُجز المتظاهرون في الملاعب الرياضية. حثت المقالات الافتتاحية في الصحف التي تديرها الدولة، الشعب على التخلي عن ممارسة الفالون غونغ، وذُكّر أعضاء الحزب الشيوعي على وجه الخصوص بأنهم ملحدين ويجب ألا يسمحوا لأنفسهم «بأن يصبحوا مؤمنين بالخرافات من خلال الاستمرار في ممارسة الفالون غونغ».

رد لي هونغ تشي من خلال تصريح له بعنوان  «بيان موجز من قِبلي» في 22 يوليو:

### مسوغ
حاول المراقبون الأجانب شرح مسوغات الحزب في حظر الفالون غونغ على أنها نابعة من مجموعة متنوعة من العوامل. وتشمل هذه المسوغات شعبية الفالون غونغ واستقلاله عن الدولة ورفضه اتباع خط الحزب والسياسات الداخلية للسلطة داخل الحزب الشيوعي، والمحتوى الأخلاقي والروحي للفالون غونغ، مما جعله يتعارض مع أيديولوجية الحزب الماركسية اللينينية الإلحادية.[بحاجة لمصدر]
أشار تقرير مجلة وورلد جورنال إلى أن بعض مسؤولي الحزب رفيعي المستوى أرادوا اتخاذ إجراءات صارمة ضد هذه الحركة لسنوات، لكنهم افتقروا إلى ذريعة كافية لحين اندلاع احتجاج تشونانهاي، المنظم جزئيًا حسب زعمهم من قِبل لو غان، وهو معارض قديم للفالون غونغ. ورد أيضًا أنه كانت هناك انقسامات في المكتب السياسي وقت وقوع الحدث. كتب ويلي وو-لاب لام أن حملة جيانغ ضد الفالون غونغ لربما استُخدمت من أجل تعزيز الولاء لنفسه؛ ونقل لام عن أحد قدامى الحزب قوله، «بإطلاق حركة على غرار الماوية [ضد الفالون غونغ]، يجبر جيانغ قيادات رفيعة المستوى على التعهد بالولاء لمساره». تعتبر حركة الفالون غونغ جيانغ مسؤولًا بشكل شخصي عن القرار النهائي، وذكرت المصادر التي نقلتها صحيفة واشنطن بوست أن «جيانغ زيمين وحده قرر وجوب القضاء على الفالون غونغ» و«اختار ما كان يظنه كان هدفًا سهلًا». ذكر بيرمان أسبابًا كاشتباه الغيرة الشخصية من لي هونغ تشي؛ يفترض سايتش أن غضب قادة الحزب نابع من جاذبية الفالون غونغ الواسعة، والنضال الإيديولوجي. ذكرت واشنطن بوست أن أعضاء اللجنة الدائمة للمكتب السياسي لا يؤيدون الحملة بالإجماع، وأنه «قرر وحده وجوب القضاء على الفالون غونغ». فاق حجم وامتداد حملة جيانغ المضادة للفالون غونغ العديد من الحركات الجماهيرية السابقة.
تشير هيومن رايتس ووتش إلى أن حملة القمع ضد الفالون غونغ تعكس الجهود التاريخية التي يبذلها الحزب الشيوعي الصيني للقضاء على الدين، لاعتقاد الحكومة أنه تخريبي في جوهره. يعتقد بعض الصحفيين أن رد فعل بكين يفضح طبيعتها الاستبدادية وعدم تسامحها مع وجود ولاءات منافسة. كتبت دورية غلوب آند ميل: «...أي جماعة لا تخضع لسيطرة الحزب تشكل تهديدًا»؛ ومن ناحية ثانية، لربما زادت احتجاجات عام 1989 من إحساس القادة بفقدان قبضتهم على السلطة، مما جعلهم يعيشون في «خوف مميت» من المظاهرات الشعبية. يشير كريغ سميث من صحيفة وول ستريت جورنال إلى أن الحكومة التي ليس لديها، بحكم تعريفها، وجهة نظر للروحانية، تفتقر إلى المصداقية الأخلاقية التي يمكن بها محاربة خصم روحي صريح؛ يشعر الحزب بتهديد متزايد من قِبل أي نظام عقائدي يتحدى أيديولوجيته ويمتلك القدرة على تنظيم نفسه. لذلك اعتُبر الفالون غونغ - الذي يشكل نظامه العقائدي إحياءً للدين الصيني التقليدي - من خلال ممارسة العديد من أعضاء الحزب الشيوعي وأعضاء الجيش له، مثيرًا للقلق بشكل خاص لدى جيانغ زيمين. «يأخذ جيانغ تهديد الفالون غونغ على أنه تهديد أيديولوجي: المعتقدات الروحية ضد الإلحاد المتشدد والمادية التاريخية. [أراد] تطهير الحكومة والجيش من هذه المعتقدات».